# 테오도어 바이센베르거
테오도어 바이센베르거(Theodor Weissenberger: 1914년 12월 21일 – 1950년 6월 11일)는 독일의 공군 군인이다. 제2차 세계 대전 당시 독일 국방군 공군에서 총 375회 출격하여 적기 208기를 격추시켰다. 격추는 대부분 동부전선의 북빙양 방면에서 기록하였으나 서부전선에서도 33기의 적기를 격추했다. 서방 연합군을 상대로 올린 격추기록 33건 중 8건은 메서슈미트 Me 262 제트기로 격추한 것이라 주장했다.
독일 제국의 뮐하임암마인에서 태어나 어렸을 때 글라이더 조종사를 했고 1936년 공군에 자원입대했다. 전투기 훈련을 마친 뒤 1941년 제77전투비행단(JG 77)에 중전투기 조종사로 배치되었다. 1941년 10월 24일 노르웨이 상공에서 처음 적기를 격추했고 이후 중전투기 조종사로서 적기 23기를 격추했다. 이 공로로 1942년 9월 금색 독일십자장을 수훈하고 제5전투비행단(JG 5)으로 옮겼다. 거기서 적기 38기를 격추하고 1942년 11월 13일 기사십자 철십자장을 받았다.
1943년 6월, 바이센베르거는 JG 5의 제7비행중대장으로 임명되었다. 112번째 적기를 격추한 뒤 1943년 8월 2일 곡엽 기사십자 철십자장을 수훈했다. 1943년 9월 JG 5의 제6비행중대장으로 옮기고 1944년 3월 JG 5의 제2비행집단 비행집단장으로 승진했다. 1944년 6월 JG 5의 제1비행집단 비행집단장이 되어 노르망디 침공 때 방어전을 수행했다. 노르망디에서 적기 25기를 격추하면서 1944년 7월 25일 200번째 적기를 격추했다. 이후 Me 262 제트기 훈련을 마친 뒤 제7전투비행단(JG 7) 제1비행집단 비행집단장으로 임명되었다. 이후 1945년 1월 소령으로 진급하면서 동시에 JG 7의 비행단장이 되었고, 그 계급과 보직에서 종전을 맞았다. 전후에는 자동차 경주 선수가 되었다. 1950년 6월 11일 뉘르부르크링에서 자동차 경주 중 사고로 사망했다.
| 전임 대위 호르스트 카르가니코 | 제3대 제5전투비행단 아이즈미어 제2비행집단 비행집단장 1944년 3월 26일 – 1944년 6월 3일 | 후임 중령 한스 테츠너 |

| 전임 소령 호르스트 카르가니코 | 제7대 제5전투비행단 아이즈미어 제1비행집단 비행집단장 1944년 6월 4일 – 1944년 10월 14일 | 후임 (폐지) |

| 전임 대위 게르하르트 베커 | 제2대 제7전투비행단 노보트니 제1비행집단 비행집단장 1944년 11월 25일 – 1945년 1월 13일 | 후임 소령 에리히 루도르퍼 |

| 전임 중령 요하네스 슈타인호프 | 제2대 제7전투비행단 노보트니 비행단장 1945년 1월 – 1945년 2월 18일 | (권한대행) 소령 루돌프 지네어 |